# Jiangwan Tiyuchang
Jiangwan Tiyuchang (chiń. 江湾体育场站) – stacja początkowa metra w Szanghaju, na linii 10. Zlokalizowana jest pomiędzy stacjami Sanmen Lu i Wujiaochang. Została otwarta 10 kwietnia 2010.